# Kalotaszegi népviselet

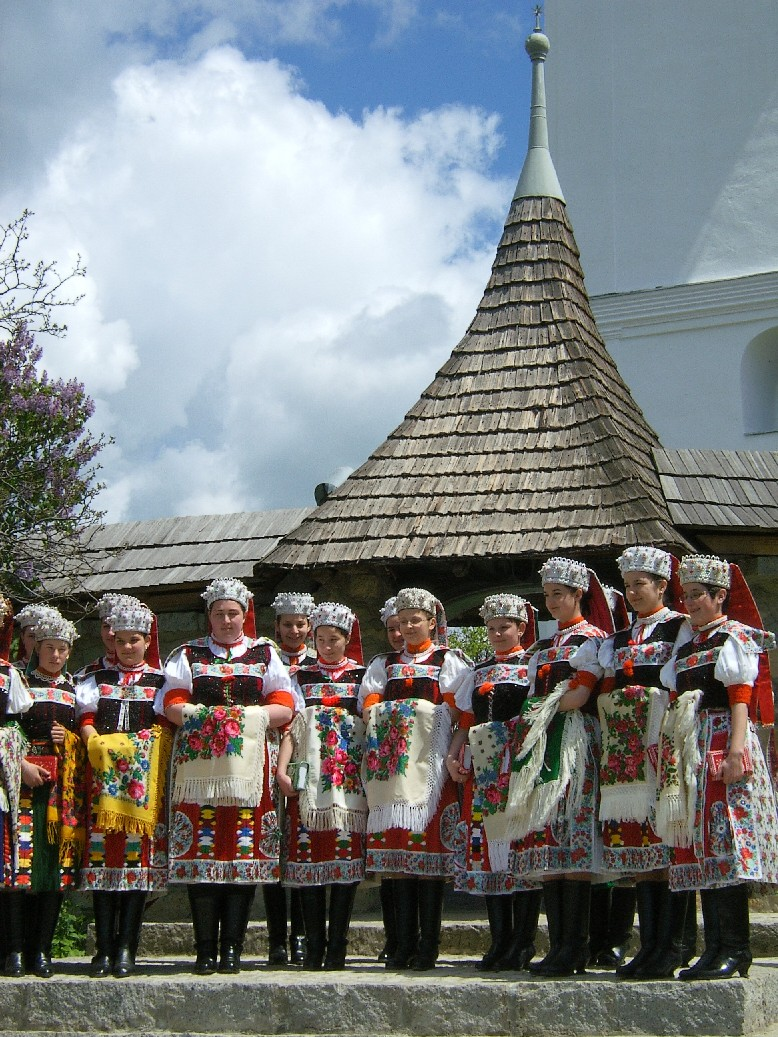
Pünkösdi pompa Körösfőn

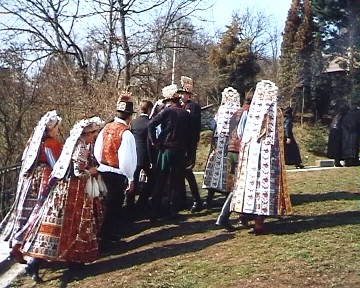
Kalotaszegi viselet Magyarvistán

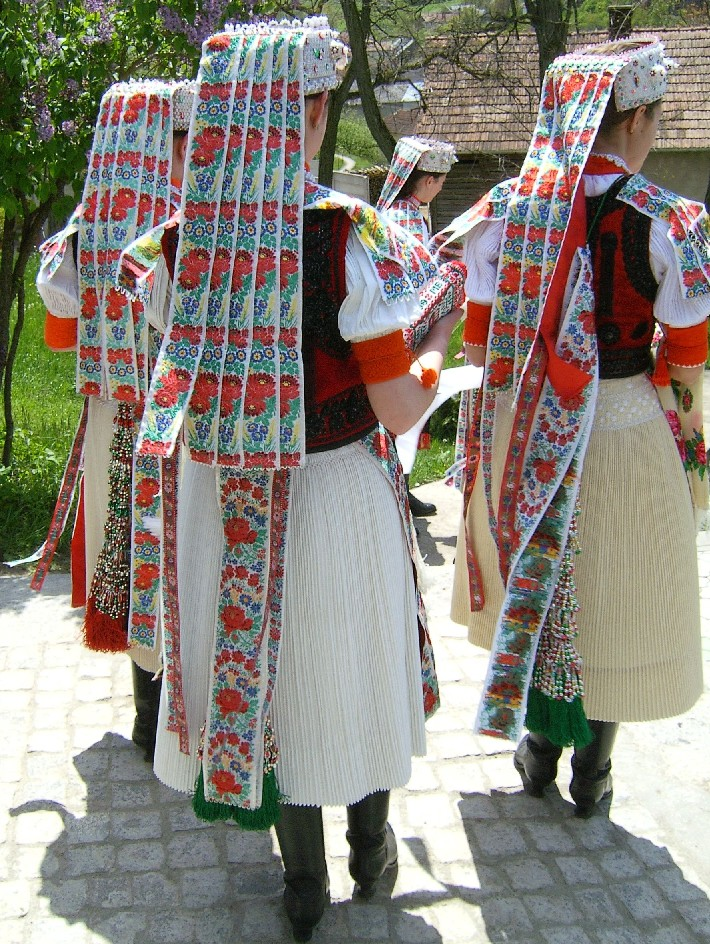
Körösfői lányok pártában

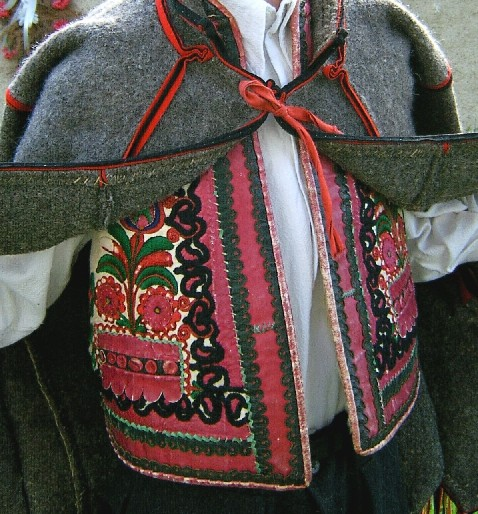
Magyargyerőmonostori férfi ünnepi viselet

A kalotaszegi népviselet különleges színgazdagságának, díszességének köszönhetően a magyarság egyik legismertebb hagyományos népviselete.

## Története
Az öltözékekhez szükséges anyagok (vásznak, posztók, díszítő anyagok, nyersanyagok) előteremtése, beszerzése, másrészt a Kolozsvár–Bánffyhunyad vasútvonal kiépítése következtében megindult városiasodás elősegítette az elszakadást a hagyományos életmódtól, ősi viselettől.
Napjainkban egyházi ünnepek, családi események (esküvő, keresztelő, konfirmáció, temetés) alkalmával van lehetőség megpillantani az eredeti viselet egy-egy régebbi darabját. A tisztaszobák mélyén lapuló és egyre fogyó öltözékek azonban mind ritkábban kerülnek elő.

## Női viselet
Kislány, nagylány és asszony megkülönböztetésében a hajviselet és a fejrevaló volt a meghatározó. A kislányok kétfonatos, tyukosiba font hajat, a nagylányok, egyfonatos, egytyikásat hordtak, legtöbbször piros szalaggal. A férjhez menés után már kontyban hordták a hajukat. A párta az egész magyar népművészet egyik remeke, a kalotaszegi női viselet ünnepi darabja, melyet a lányok a konfirmációtól a lakodalomig viseltek. A párta hátsó részéből hosszú hímzett szalagok csüngtek, selyembojttal. A bojtot a párta nélkül is viselték, még pár évig a férjhez menés után is.
Felkontyolás után az asszonyok fejrevalója az egyszerű fekete vagy díszes, cifra, gyöngyös főkötő lett. Ünnepi viselet volt a főkötő elejére kötött gyöngyös csipke és ezen a kontyoló fátyol vagy dulándré. A legáltalánosabb hétköznapi és ünnepi fejrevaló a sötét színű, apró, élénk mintás keszkenő. Mezei munkában a nők szalmakalapot viseltek.
A bő ing eleje, háta és ujja ráncolt, melyek a nyaknál gallérba, a karon kézelőbe voltak összefogva. Díszítés szerint lehet az ing vállfős, melynek ujja és vállrésze gazdagon varrt írásos vállfős mintás, és lehet kötétes ing, melynek az ujja külső oldalán kötétes varrásmintás. A minták településenként, viselőjének életkoraként és a viselés alkalma szerint változó színűek lehettek (piros, kék, fekete).
A pendelyt, ami a mai alsószoknyának felel meg, házi kendervászonból készítették. A vékonyabb alkatúak több és ráncosabb pendelyt viseltek.
A farpárna a derék domborítására szolgált. A pendely és a farpárna fölé került a muszuly (muszuj) vagy bagazia (Kolozsvár környéki falvakban), a kalotaszegi női viselet egyik jellegzetes darabja. A muszuly bő, ráncba szedett lepelszerű hátsóköpeny, mely elől nem ért össze. Két alsó csücskét derékon a korcba dugták, és a belső posztó szegélye látható vált, elárulva viselője korát és vagyoni helyzetét. Az idősebbek és szegényebbek posztószegélye keskenyebb volt, pirosat és sárgát a fiatalabbak viseltek, míg zöldet, kéket, feketét az idősebb asszonyok.
A kalotaszegi szoknyaviselet másik jellegzetes darabja a fersing, amely lehetett fehér gyolcsfersing, vagy ünnepi selyem, klott, szatén, zefír, parkét ill. karton anyagból készített fersing szoknya. Egyik változata a lájbisfersing, mely alá réklit, könnyű inget, alsószoknyát, fölé szövet- vagy gyolcskötényt vettek. A felsőruhadarabok egyik legszebb eleme a csipkés vagy gyöngyös mellrevaló (pruszli vagy lájbi). A teljes öltözethez hozzá tartozott a kettéhajtott, jobb karon hordott gyapjúkendő.
A kalotaszegi nők puhaszárú, ráncostorkú (kukuj) vagy keményszárú gömbölyű orrú csizmát hordtak.

## Férfi viselet
A kalotaszegi férfiak a történelem során különféle típusú kalapokat hordtak. Voltak süccer, uras, lobogós masnis, pörge, széles karimájú kalapjaik. A legények bokrétás kalapjának legdíszesebb változata a vőlegénybokréta. Télen bundás sapkát, nyáron szalmakalapot hordtak.
A férfiak vagdalásos fehér varrásos és bojttal díszített bő ujjú ráncos inget viseltek. A hozzá hordott nyakravaló készülhetett selyemből vagy klottból. Az első világháború előtt a férfiak nyáron bőgatyát hordtak, a gatyaszár alján kirojtozással, az ünnepi gatyán mintás varrással. Téli nadrágviselet a testhez álló, gyapjúposztóból készített harisnya, szőrnadrág volt, amely általában fehér vagy szürke posztóból készült, piros, zöld, fekete vagy kék posztócsík díszítéssel. Később divatba jött a városias priccses, csizma-, vászon- vagy pantallónadrágok is.
A viseletet kiegészítette a posztórátéttel vagy hímzéssel díszített szűr.
A férfiak kemény vagy ványolt csizmát hordtak, melyet az első világháború után a bakancs váltott fel.

## Közös viselet
A női és a férfi viseletnek voltak közös öltözékdarabjai is, ezek a daróc vagy condra – ezt váltotta fel később a szűr –, a bujka, a mellrevaló, kézzel kötött gyapjúholmik (lájbi, mellény). Közös darab volt a hétköznapi és az ünnepi kötény és a surc is.

## Fontosabb néprajzi források
Kalotaszeg öltözékének legkorábbi leírását Kőváry László A kalotaszegi magyar nép Erdélyben című, 1854-ben kiadott munkájában olvashatjuk.
Ezt követően számos tanulmány jelent meg, melyek közül az ismertebbek közé tartozik Jankó János Kalotaszeg magyar népe című kötete 1892-ből, amely megemlíti Gyarmathy Zsigáné Kalotaszeget népszerűsítő tevékenységét is.
1907-ben jelent meg Malonyai Dezsőnek a magyar nép művészetével foglalkozó monográfiájának első kötete, A kalotaszegi magyar nép művészete címmel.
1977-ben a Kriterion Kiadó gondozásában jelent meg a Kalotaszegi magyar népviselet című összefoglaló munka, Faragó József, Nagy Jenő és Vámszer Géza néprajzkutatók tollából.

## Képgaléria

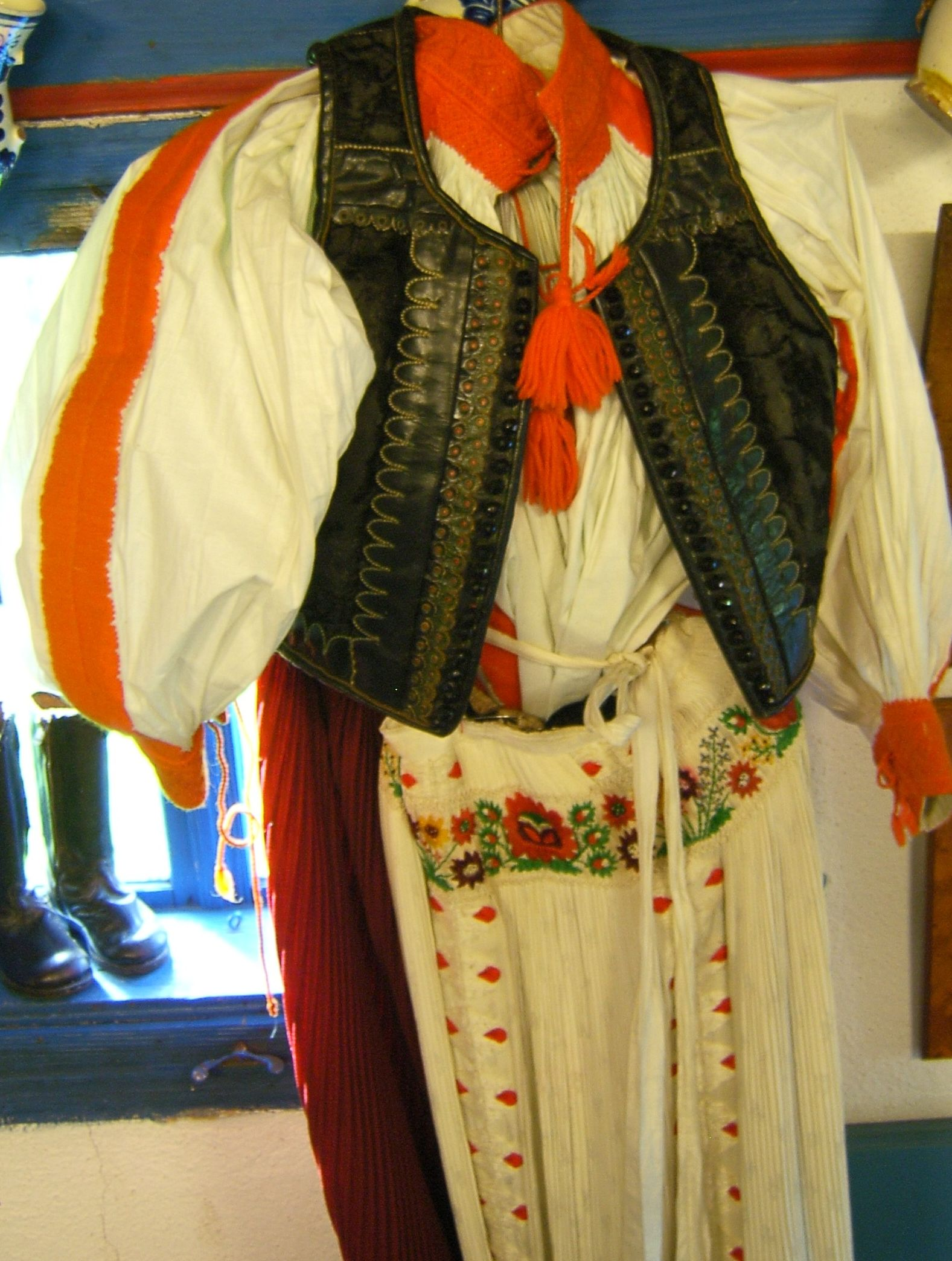
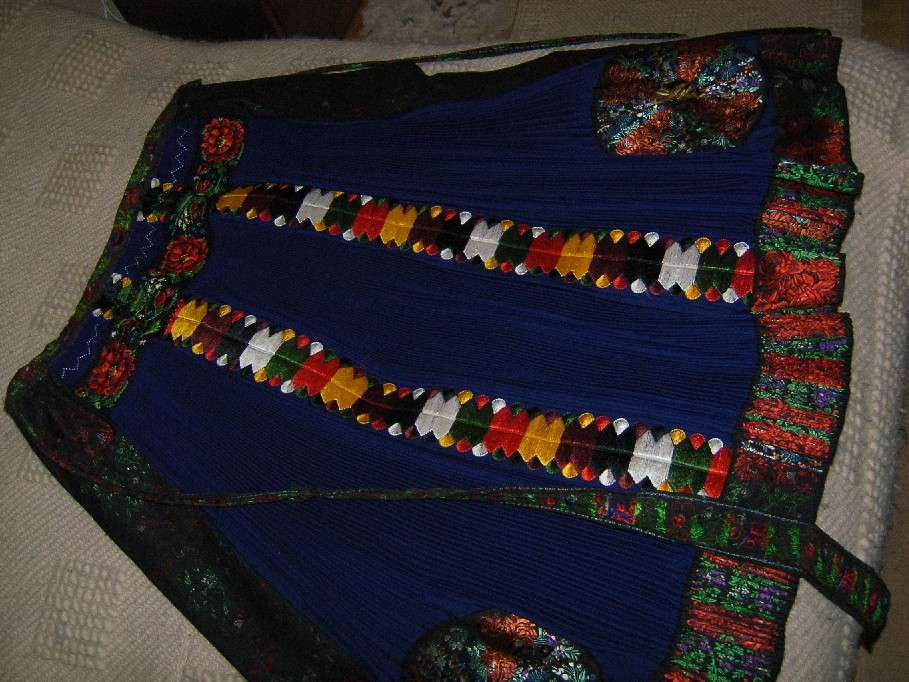
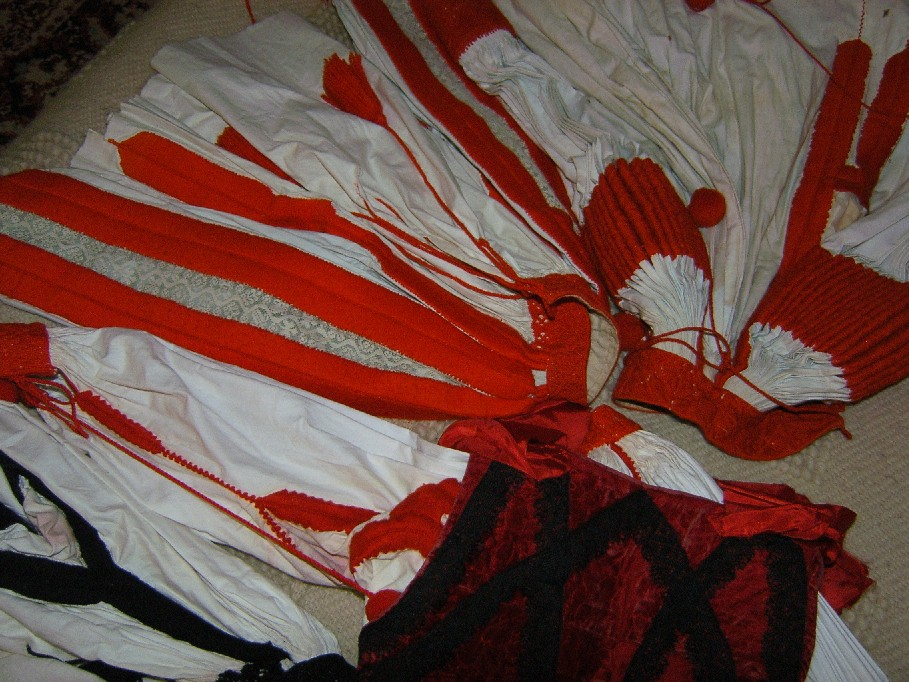
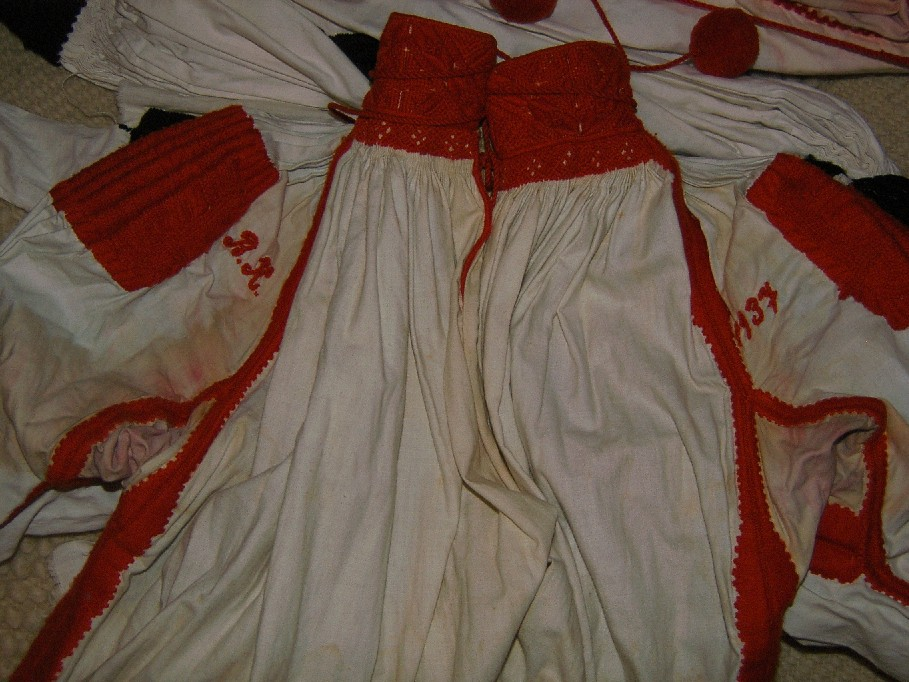
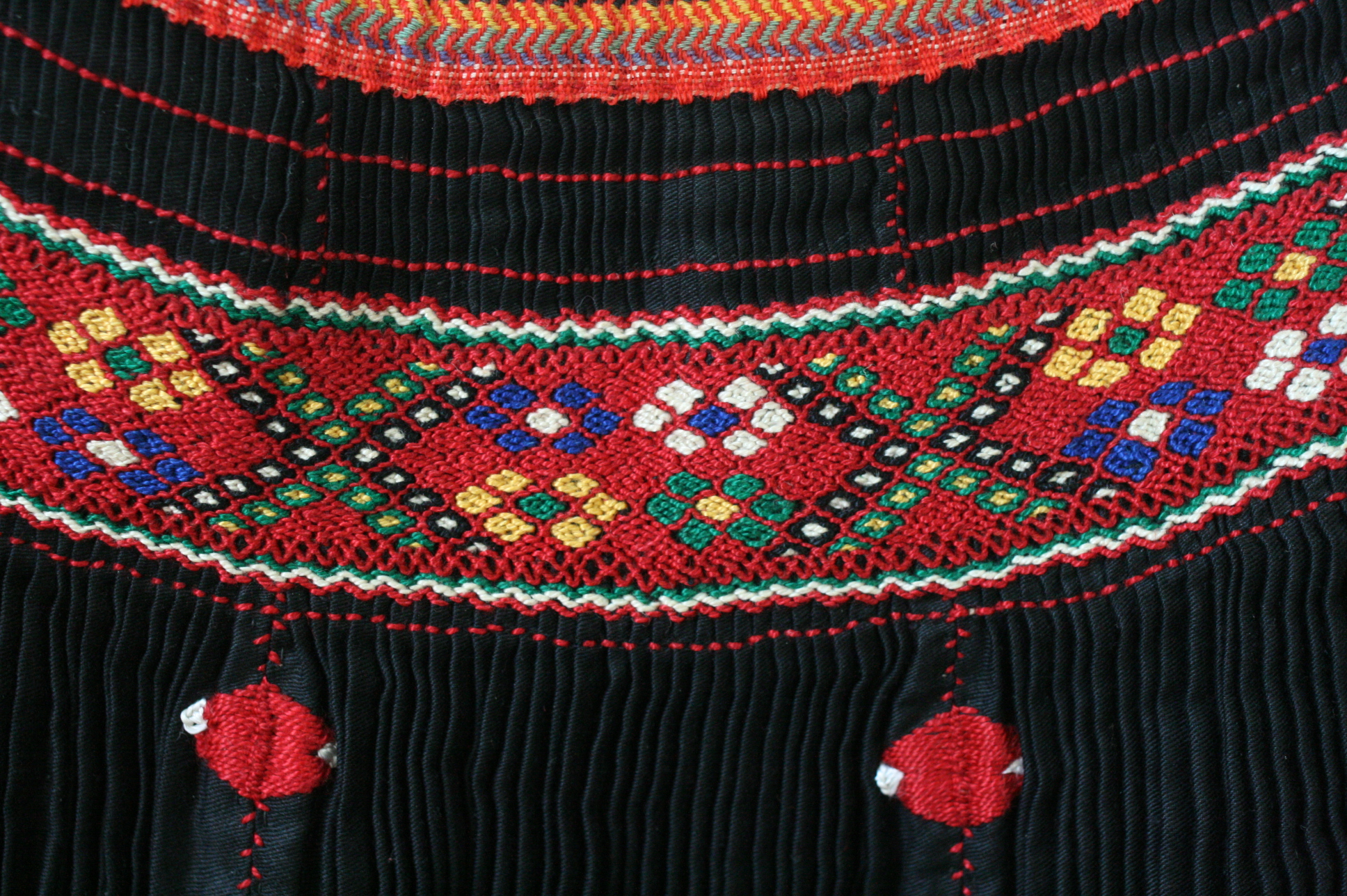
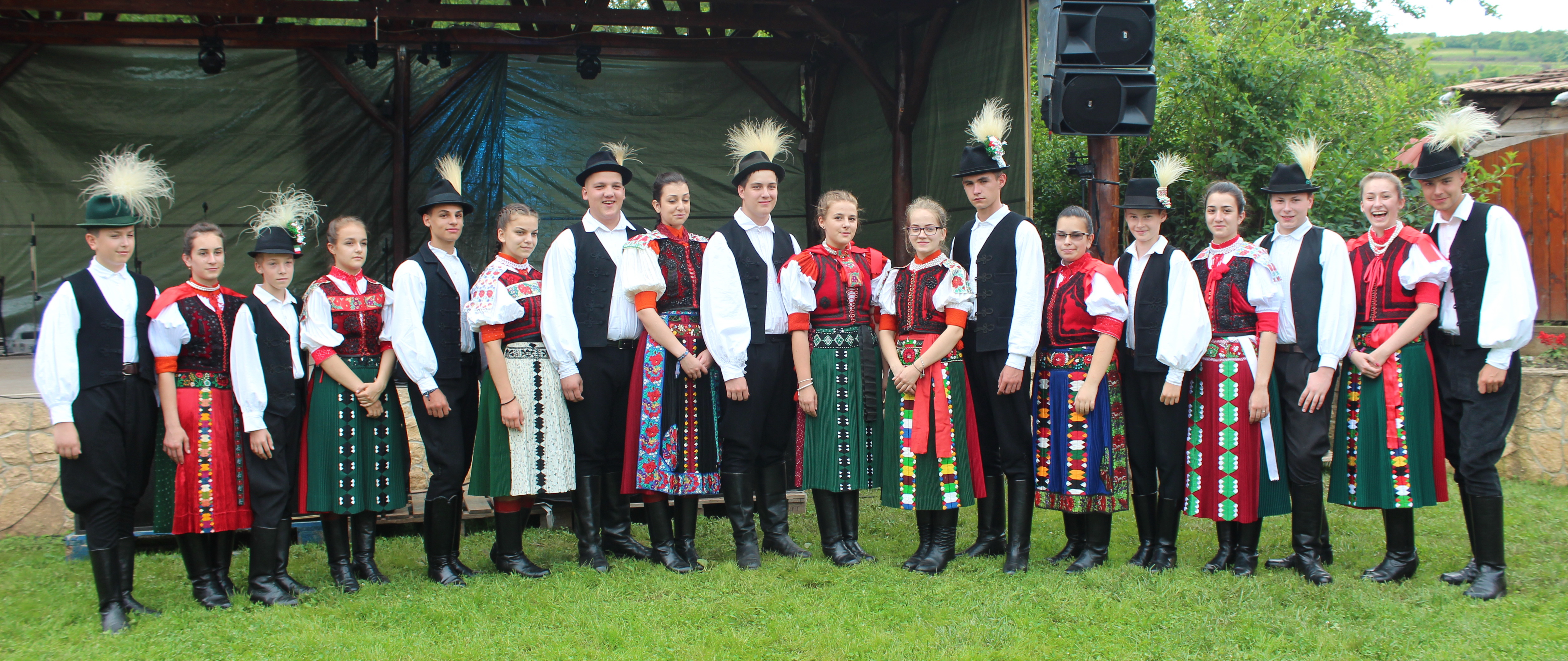
Bánffyhunyadi táncosok
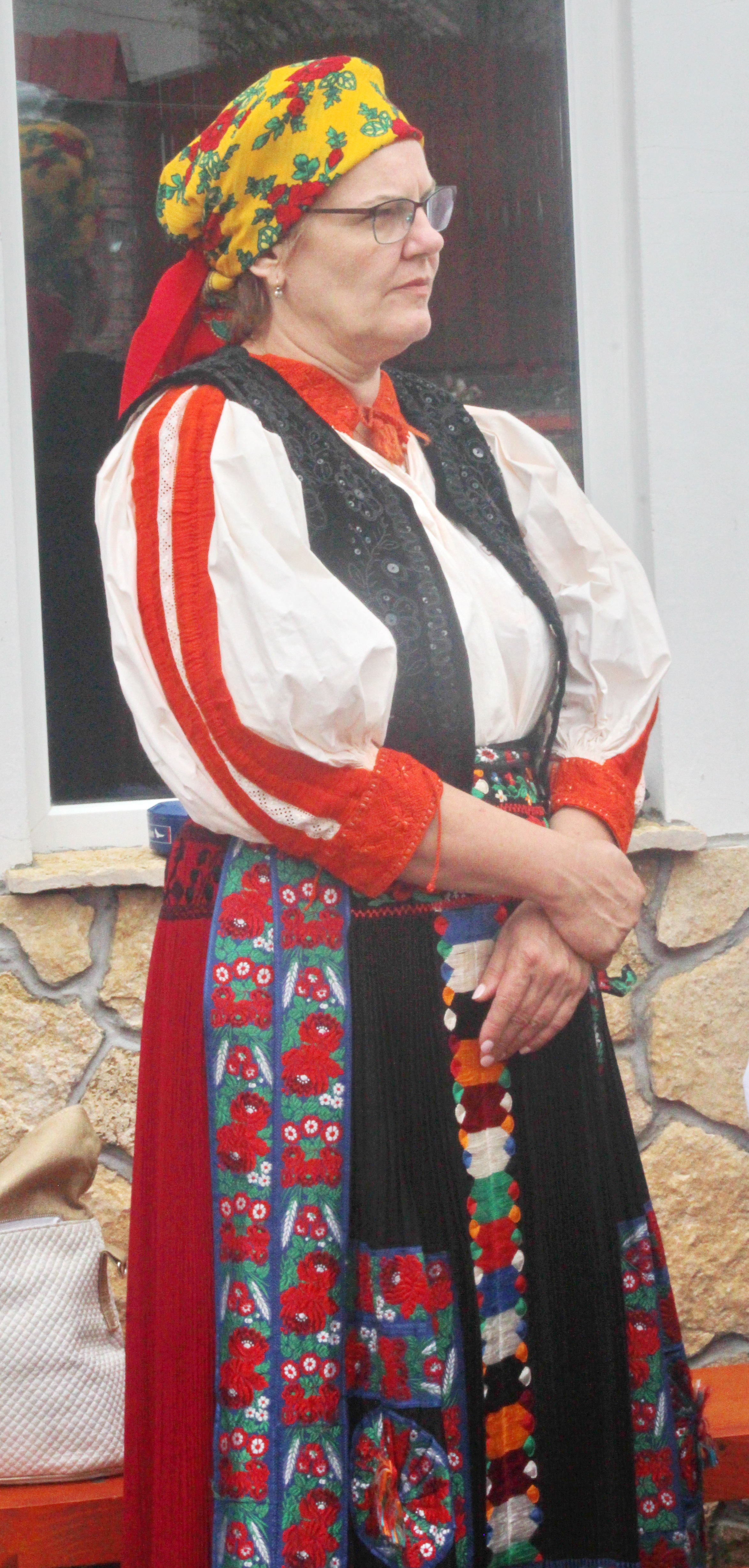
Zsoboki asszony
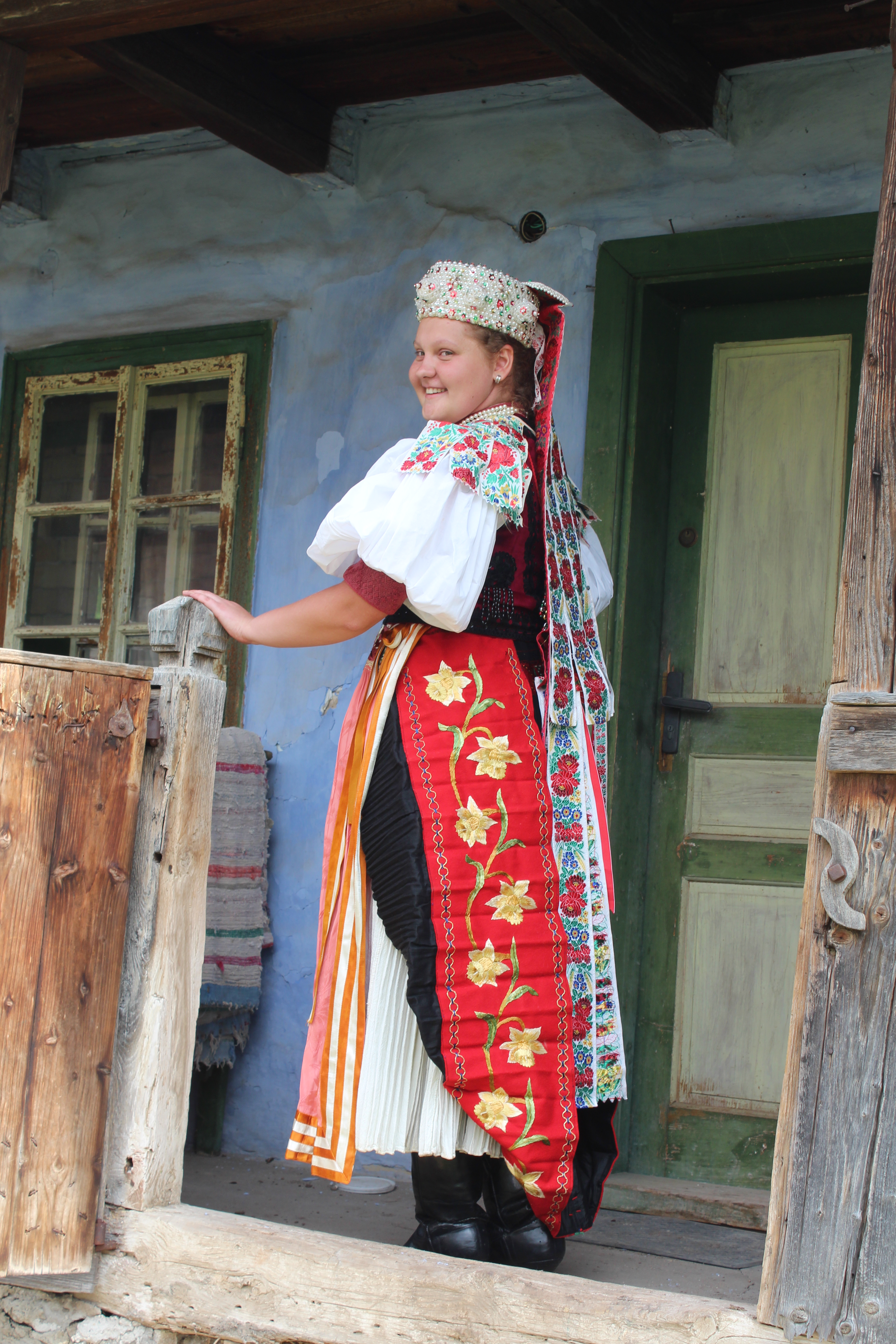
Zsoboki lány
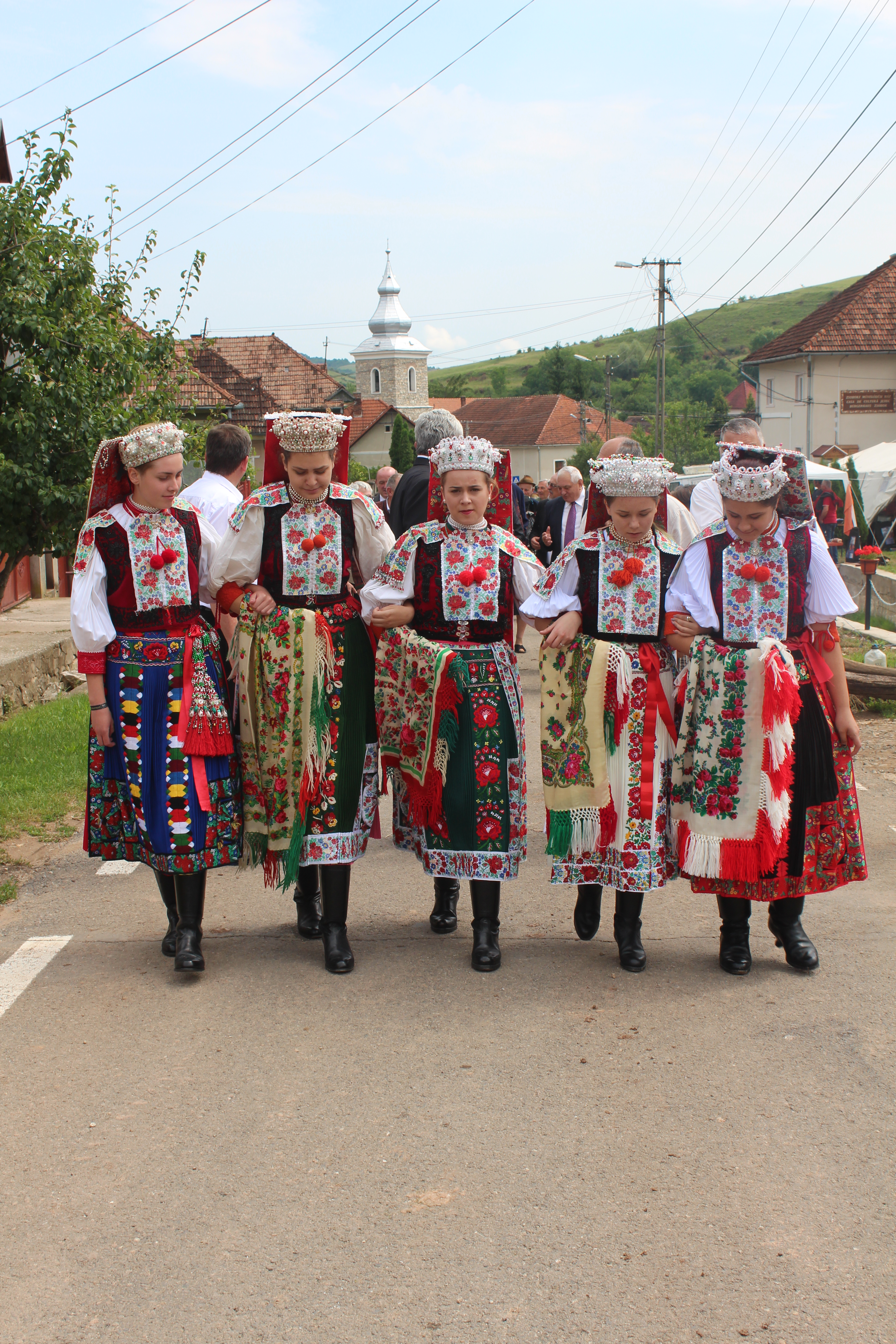
Zsoboki lányok

## Külső hivatkozások
- Malonyai Dezső: A kalotaszegi magyar nép művészete
- Magyarvalkó honlapja
- Babamúzeum
- Cholnoky Jenő Földrajzi Társaság Archiválva 2008. február 16-i dátummal a Wayback Machine-ben
- Kalotaszegi viselet
- A kalotaszegi muszuj szócikk a Romániai magyar lexikonban